# Sveta Nedelja (otok)
Koordinati:   42°11′56″N, 18°56′11″E
Sveta Nedelja je majhen otoček v Jadranskem morju. Pripada Črni gori.
Sveta Nedelja, tudi Sveta Neđelja, leži v občini Budva južno od mesta Petrovac na Moru.  Na otočku stoji cerkev sv. Nedelje.